# Ficus mauritiana
Ficus mauritiana är en mullbärsväxtart som beskrevs av Jean-Baptiste de Lamarck. Ficus mauritiana ingår i släktet fikonsläktet, och familjen mullbärsväxter. Inga underarter finns listade i Catalogue of Life.

## Bildgalleri

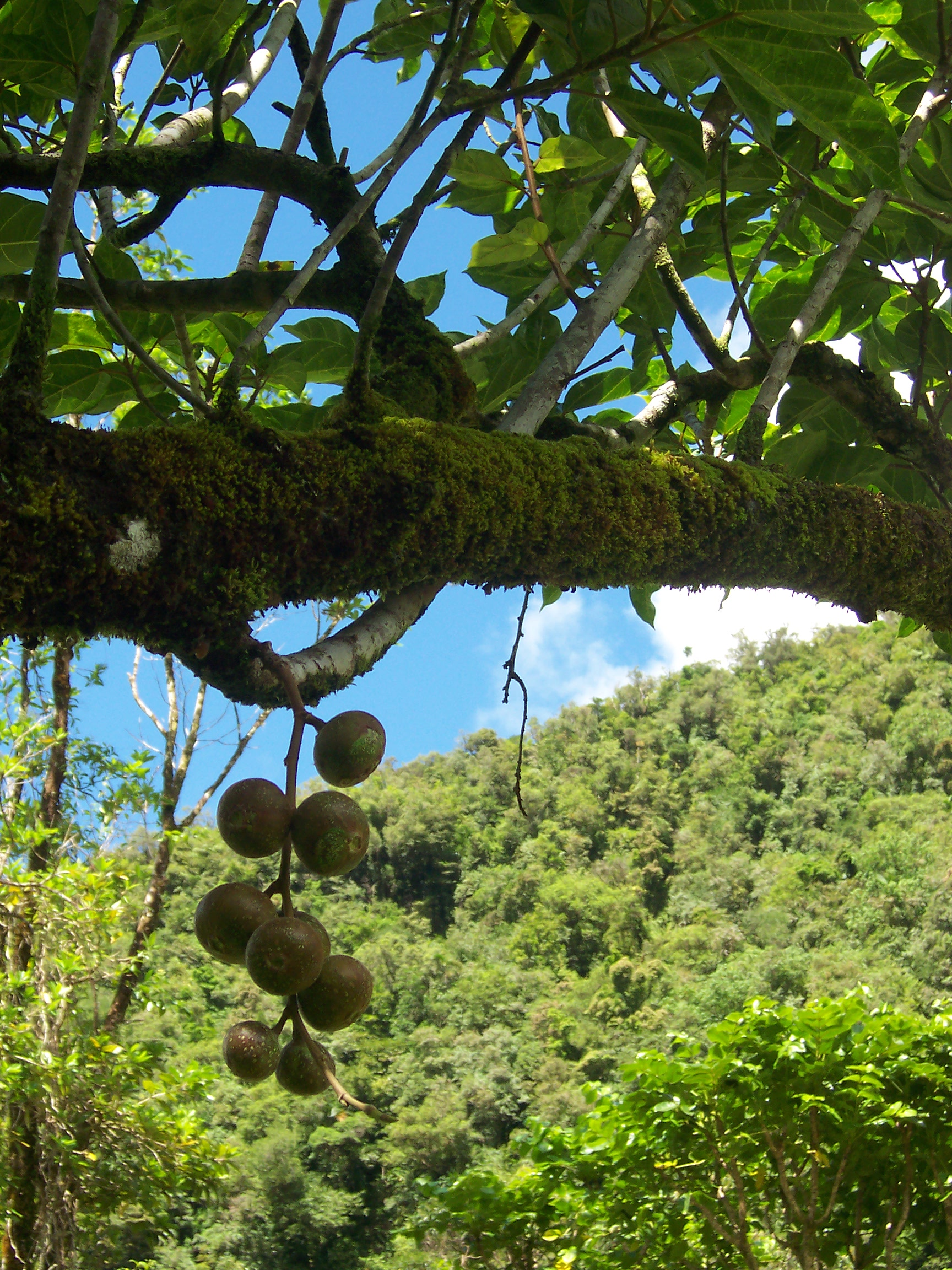
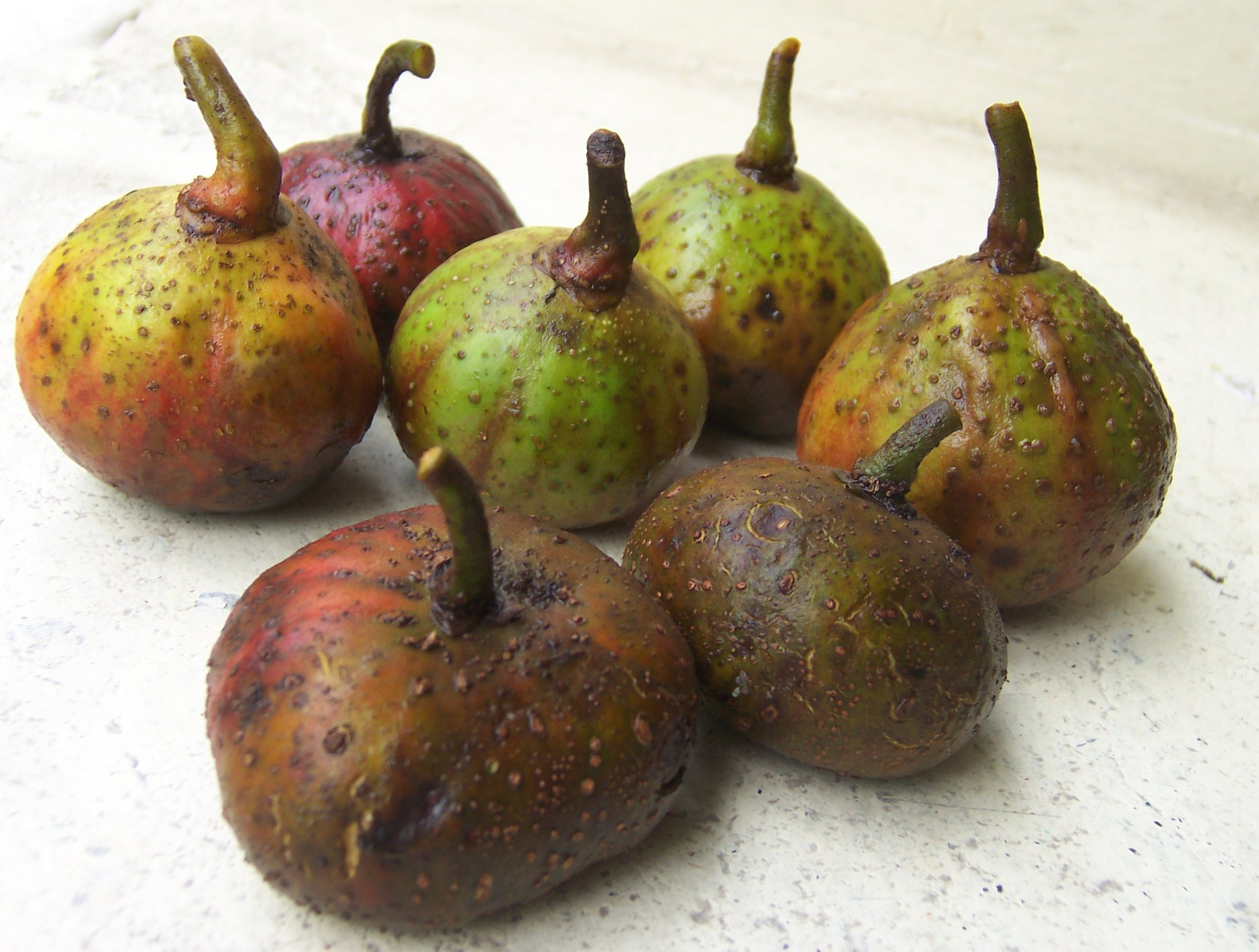
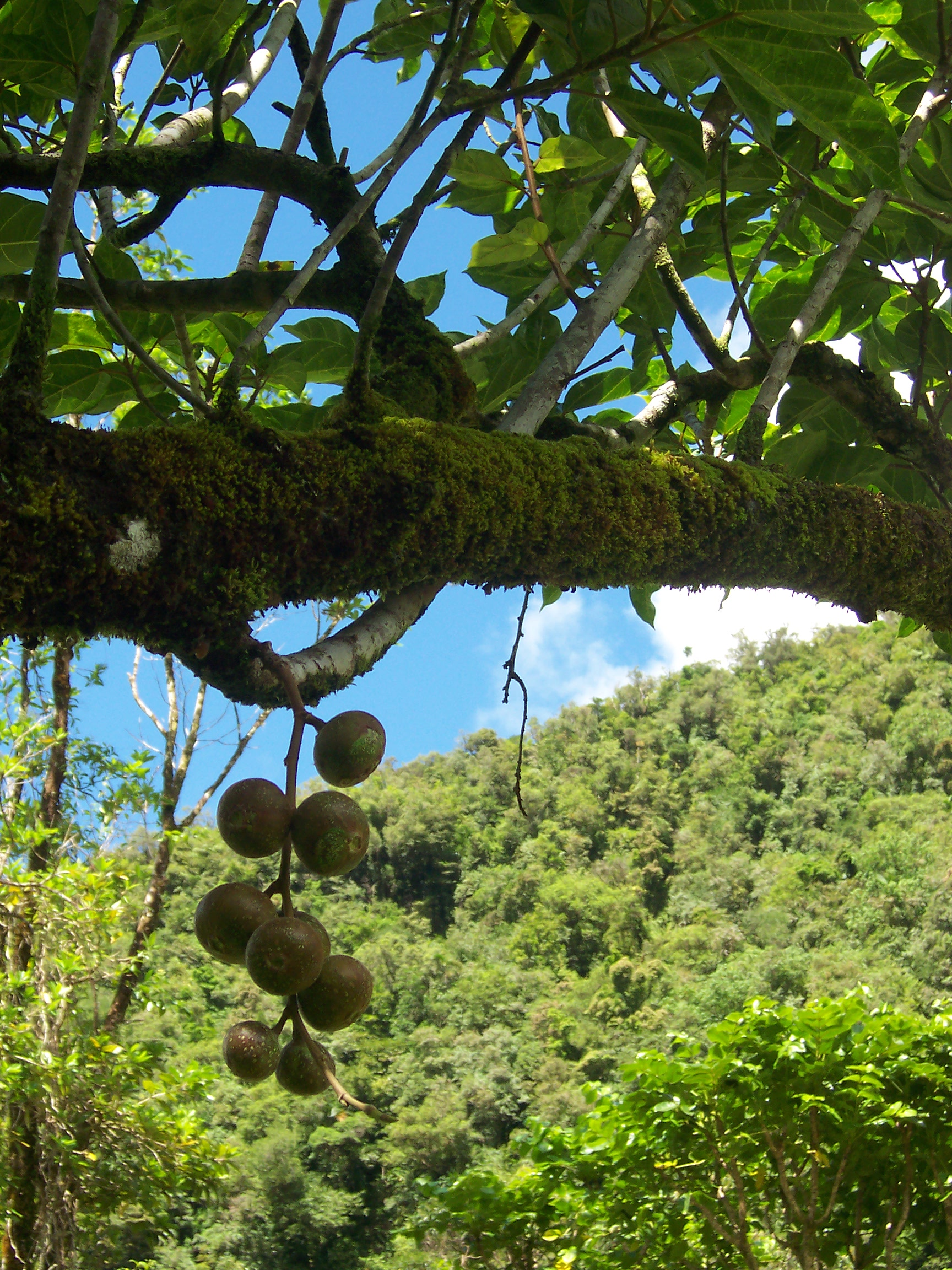